# Palmas de Monte Alto
Palmas de Monte Alto este un oraș în statul Bahia (BA) din Brazilia.